# Maroshi
Maroshi is een van de bewoonde eilanden van het Shaviyani-atol behorende tot de Maldiven.

## Demografie
Maroshi telt (stand september 2006) 423 vrouwen en 415 mannen.